# Nadrowo
Nadrowo (dawniej niem. Nadrau) – osada w Polsce położona w województwie warmińsko-mazurskim, w powiecie olsztyńskim, w gminie Olsztynek. W latach 1975–1998 miejscowość administracyjnie należała do województwa olsztyńskiego.
Wieś leży w odległości 8 km na południowy wschód od Olsztynka w otoczeniu dużych obszarów leśnych. W pobliżu znajduje się rezerwat przyrody Bagno Nadrowskie o powierzchni 51,81 ha, utworzony w celu ochrony siedlisk herpetofauny oraz licznych gatunków ptaków. We wsi istnieją zabudowania pofolwarczne, w których w sierpniu 1914 roku zatrzymał się ze swoim sztabem generał Samsonow podczas bitwy pod Tannenbergiem.

## Historia
Nadrowo powstało w 1374 roku. W czasach krzyżackich wieś pojawia się w dokumentach w roku 1405, podlegała pod komturię w Olsztynku, były to dobra rycerskie o powierzchni 40 włók. Później był tutaj majątek ziemski wraz z dużym pałacem, liczącym 24 pokoje.  W sierpniu 1914 r. zatrzymał się w Nadrowie ze swoim sztabem generał rosyjski Aleksander Samsonow. W 1939 roku posiadłość w Nadrowie należała do Augusta Hoeniga.  
Po 1945 r. w majątku stacjonowali żołnierze Armii Czerwonej. W lutym 1949 roku pałac spłonął, Od 1947 r. w Nadrowie istniał PGR, gospodarujący na blisko 560 ha ziemi. Główną produkcją rolną PGR-u była hodowla bydła. W 1997 r. wieś zamieszkiwało 206 osób, natomiast w 2005 r. w Nadrowie mieszkało 210 osób. 

## Zabytki
- W odległości 200 m na północ od wsi, przy drodze do Olsztynka, znajduje się cmentarz ewangelicki z początku XX wieku.
- Ruiny dawnego pałacu, który spłonął w 1949, do dziś pozostały jedynie schody i piwnice w otoczeniu zaniedbanego parku[5].
- Zabudowa folwarczna.